# Peter Mertens
Peter Mertens (Seifhennersdorf, 1937. május 18.) a német nyelvű gazdaságinformatika egyik alapítója, az első német gazdaságinformatika tanszék vezetője.

## Pályája
Peter Mertens a darmstadti műszaki főiskola (Technische Universität Darmstadt) mérnök-közgazdász (Wirtschaftsingenieurwesen) szakának hallgatója volt, majd ott is doktorált 1961-ben. Utána a müncheni műszaki egyetem (Technische Universität München), a linzi egyetem (Johannes-Kepler-Universität Linz) és az amerikai Massachusetts Institute of Technology munkatársa volt. 1966-ban, a müncheni műszaki egyetemen védte meg habilitációs dolgozatát, amely német nyelvterületen elsőként foglalkozott a gazdaságinformatika témakörével: „Die zwischenbetriebliche Kooperation und Integration bei der automatisierten Datenverarbeitung“ (Üzemek közötti együttműködés és integráció az automatizált adatfeldolgozás területén).
1968-ban Peter Mertens kapta meg a német nyelvterületen első, üzleti adatfeldolgozással foglalkozó tanszéket (Lehrkanzel III für Betriebswirtschaftslehre) a linzi egyetemen. Ezzel Mertens hivatalosan is a gazdaságinformatika egyik úttörőjévé vált.
2005 szeptemberéig az erlangen-nürnbergi egyetem (Friedrich-Alexander-Universität Erlangen-Nürnberg) gazdaság- és társadalomtudományi karának (Wirtschafts- und Sozialwissenschaftliche Fakultät) 1. számú gazdaságinformatika tanszékét (Lehrstuhl für Betriebswirtschaftslehre, insbesondere Wirtschaftsinformatik I), illetve ezzel párhuzamosan az egyetem műszaki karán (Technische Fakultät) a vállalatgazdasági informatikával foglalkozó kutatócsoportot (Informatik-Forschungsgruppe "Betriebliche Anwendungen") vezette.
Mertens számos könyv írója, amelyek közül sok alapműnek számít a gazdaságinformatika területén: 26 monográfia egyedüli vagy vezető szerzője, de részt vett 28 szöveggyűjtemény szerkesztésében is. „Integrierte Informationsverarbeitung“ (Integrált információfeldolgozás) című monográfiájának első kötete eddig 15 kiadást ért meg. Számos könyvét lefordították angolra, kínaira és olaszra. Mindemellett több, mint 200, szakmai folyóiratokban megjelent cikk szerzője, több, mint 100 egyéb cikk társszerzője és több, mint 250 írása jelent meg gyűjteményes kiadványokban.
A német informatikai társaság (Gesellschaft für Informatik) tagja, a német gazdaságinformatika főiskolai és egyetemi oktatóit összefogó szövetségnek (Verband der Hochschullehrer für Betriebswirtschaft) tiszteletbeli tagja, öt német, osztrák és svájci egyetem díszdoktora (Universität Augsburg, WHU – Otto Beisheim School of Management, Technische Universität Darmstadt, Wirtschaftsuniversität Wien és Universität Bern).
2005 októbere óta a bécsi közgazdasági egyetem (Wirtschaftsuniversität Wien) díszgyűrűjének viselője.

## Főbb művei
- Peter Mertens: Die Maßnahmen zur Verbesserung des Informationsstandes industrieller Betriebswirtschaften - Unter besonderer. Berücksichtigung der organisatorischen Aspekte. TH Darmstadt, Fakultät für Kultur- u. Staatswiss., Diss. v. 13. Juli 1961, Darmstadt, 1961, 164 S., IDN: 481029427
- Peter Mertens: Die zwischenbetriebliche Kooperation und Integration bei der automatisierten Datenverarbeitung (Schriften zur wirtschaftswissenschaftlichen Forschung; Bd. 18). [Habilitationsschrift v. 27. Jan. 1966, TH München, Fakultät für allgemeine Wissenschaften]. Meisenheim am Glan: Hain, 1966, 414 S., IDN: 457582707
- Peter Mertens u.a.: Grundzüge der Wirtschaftsinformatik, 9. Aufl., Springer, Berlin 2005. ISBN 3-540-23411-X
- Peter Mertens u.a. (Hrsg.): Studienführer Wirtschaftsinformatik. 3. Auflage, Vieweg, Wiesbaden 2002. ISBN 3-528-25539-0
- Peter Mertens; Andrea Back (Hrsg.): Lexikon der Wirtschaftsinformatik. 4., vollst. neu bearb. und erw. Aufl., Berlin; Heidelberg; New York; Barcelona; Hongkong; London; Mailand; Paris; Tokio: Springer, 2001, 578 S., ISBN 3-540-42339-7
- Peter Mertens: Integrierte Informationsverarbeitung 1, Operative Systeme in der Industrie, 15. Auflage, Wiesbaden: Gabler, 2005, ISBN 3-834-90136-9
- Peter Mertens; Joachim Griese: Integrierte Informationsverarbeitung 2, Planungs- und Kontrollsysteme in der Industrie, 9. Auflage, Wiesbaden: Gabler, 2002, ISBN 3-409-19102-X
- Peter Mertens; Susanne Rässler: Prognoserechnung, 6. Auflage, Heidelberg: Physica, 2004, ISBN 3-790-80216-6
- Gerhard Knolmayer; Peter Mertens; Alexander Zeier: Supply Chain Management Based on SAP Systems. Order Management in Manufacturing Companies., Berlin; Heidelberg; New York; Barcelona; Hongkong; London; Mailand; Paris; Tokio: Springer, 2002, ISBN 3-540-66952-3

## Külső hivatkozások német nyelven
- Prof. Dr. Dr. h. c. mult. Peter Mertens[halott link]
- Peter Mertens által vagy róla írt művek jegyzéke a német nemzeti könyvtár (Deutsche Nationalbibliothek) honlapján[halott link]